# Râul Icui
Râul Icui este un curs de apă afluent al râului Bega

## Hărți
- Harta munții Poiana Rusca  Arhivat în 12 martie 2010, la Wayback Machine.
- Harta județul Timiș